# Néphropathie associée au VIH
 Mise en garde médicale
La néphropathie associée au VIH plus connue sous le nom de HIVAN (HIV-associated nephropathy) est un syndrome glomérulaire secondaire à l'infection au VIH. 

## Découverte
Elle est décrite pour la première fois en 1984 dans The New England Journal of Medicine par T.K. Sreepada Rao.

## Diagnostic

### Clinique
Comme tous les syndromes glomérulaires, la HIVAN peut associé une protéinurie augmentée et/ou une hématurie. 

### Examens complémentaires
La biopsie rénale, lorsqu'elle est réalisée, peut montrer un aspect de lésion dominante est glomérulaire avec un aspect de hyalinose focale et segmentaire.

## Évolution
En l'absence de traitement, elle évolue en insuffisance rénale terminale.